# Kreich
Die Kreich (auch Kreish, Kresh, Kreisch) sind eine Ethnie aus dem mittleren Afrika. Sie bewohnen hauptsächlich das Ubangi-Gebiet im Osten der Zentralafrikanischen Republik sowie in der westlichen Grenzregion des Sudans und Südsudans.
Ursprünglich stammen sie aus dem Nilbecken. Sie sprechen ursprünglich eine Nilosaharanische Sprache, jedoch setzt sich immer mehr Banda durch. Zunehmend assimilieren sich die Kreish an die Banda. Sie zählen zu den als Fertit bezeichneten kleineren Gruppen.
Ende des 19. Jahrhunderts wurden die Kreich das Ziel sudanesischer Sklavenjäger wie u. a. al-Zubayr Rahmas. Einige Kreich standen in Diensten von al-Zubayr und als dieser von Ägypten besiegt worden war, betätigten auch sie sich wiederum als Sklavenjäger.